# Friedrich Carl Andreas
Friedrich Carl Andreas (14 avril 1846 à Batavia - 4 octobre 1930 à Göttingen) est un orientaliste d'origine allemande, malaise et arménienne (descendant de la famille royale bagratuni ou bagratide (arménien : Բագրատունի)). Il est l'époux de la psychanalyste Lou Andreas-Salomé.

## Biographie
Il reçoit son éducation en études iraniennes et autres études orientales dans plusieurs universités allemandes, obtenant son doctorat à Erlangen en 1868 avec une thèse sur le Moyen perse. Après avoir obtenu son diplôme, il poursuit ses recherches sur le moyen persan à Copenhague. À partir de 1875, il passe plusieurs années à mener des études sur le terrain en Perse et en Inde, période pendant laquelle il travaille également comme maître de poste.
De 1883 à 1903, il donne des cours particuliers de turc et de persan à Berlin et devient ensuite professeur de philologie iranienne à l'Université de Göttingen. Ici, il est chargé de déchiffrer des fragments de manuscrits collectés par les expéditions allemandes de Tourfan dans l'ouest de la Chine.
N’étant pas un auteur prolifique de livres, il préfère partager ses connaissances avec ses étudiants et ses collègues oralement. Ses principaux centres d'intérêt sont les langues iraniennes dans leur développement depuis l'Antiquité jusqu'à nos jours, par exemple les langues afghane, baloutche, ossète et kurde. Il connait également parfaitement le sanskrit, l'hindoustani, l'arabe, l'araméen, l'hébreu, l'arménien et le turc. En outre, il est considéré comme un excellent déchiffreur de manuscrits et d'inscriptions. En raison de ses talents linguistiques, il est nommé à la "Königlich Preußische Phonographische Kommission" (Commission phonographique royale prussienne). Le but de la commission est de répertorier les quelque 250 langues parlées par les prisonniers des camps de prisonniers allemands de la Première Guerre mondiale.